# Ceratopogon bimater
Ceratopogon bimater är en tvåvingeart som först beskrevs av Meillon och Hardy 1953.  Ceratopogon bimater ingår i släktet Ceratopogon och familjen svidknott. Inga underarter finns listade i Catalogue of Life.